# Tecnívoro
Tecnívoro es un supervillano ficticio que aparece en cómics estadounidenses publicados por Marvel Comics.

## Historia de publicación
Tecnívoro aparece por primera vez en Iron Man # 294 y fue creado por Len Kaminski y Kevin Hopgood.

## Biografía ficticia del personaje
Tecnívoro es un parásito tecnológico creado por un científico que mata a todos dentro de la estación espacial orbital de Industrias Stark. Iron Man investiga y confronta la monstruosidad nanotecnológica. Cuando Iron Man se dirige a la estación, un ser llamado la "Diosa" lo lleva aparte para ofrecerle un lugar entre sus conversos; Iron Man se niega y ella promete un castigo. Al ingresar a la estación, Iron Man descubre que los miembros de la tripulación espacial ahora son criaturas tecno-orgánicas e intentan consumirlo como parte de su búsqueda para completar. Iron Man renueva su arsenal de armaduras utilizando las tiendas de la estación, pero después de destruir a las criaturas se reforman en un solo ser que se hace llamar Tecnívoro.
Iron Man lucha contra el Tecnívoro, pero puede reestructurarse de una lesión casi al instante. El Tecnívoro hace que el centro de gravedad de la estación cambie, desgarrando la estructura. Iron Man lucha contra la criatura en el espacio y prepara su secuencia de autodestrucción, pero tiene que permanecer vinculado por telepresencia en el último momento para evitar que el Tecnívoro piratee su computadora y detener la cuenta regresiva. Desafortunadamente, el Tecnívoro supera los controles de Tony. Pero en el instante de la explosión, la Diosa separa la conciencia de Tony de su cuerpo para salvarlo de la retroalimentación neuronal. Le ofrece a Tony otra oportunidad de servirla, pero cuando todavía se niega, lo devuelve a su cuerpo.

## Poderes y habilidades
El cuerpo de Tecnívoro está hecho completamente de nanobots. Se puede desarmar en una corriente de nanites, permitiéndole encajar y viajar a través de espacios extremadamente pequeños. Cada nanite lleva una copia de la personalidad viral completa, y está implícito que toda la entidad puede reconstruirse desde una sola unidad.
Tecnívoro puede absorber tecnología en sí mismo, agregando las capacidades de la tecnología consumida en su ser físico. Además, la resistencia inherente de Tecnívoro se ve aumentada por la capacidad de adaptarse a las armas; con el tiempo, se volverá inmune a una arma dada si la golpeas suficientes veces.

## En otros medios

### Televisión
- Tecnívoro aparece por primera vez en el episodio de Iron Man: Armored Adventures "Seeing Red", interpretado por Tabitha St. Germain. Tony Stark diseñó el virus Tecnívoro para consumir los datos de las armaduras Iron Man y Crimson Dynamo en las computadoras del Proyecto Pegaso y para evitar que Obadiah Stane los reciba. El virus estaba destinado a agotarse durante el proceso, pero se volvió sensible cuando se cargó en el proyecto nanobot del Proyecto Pegaso. En "Technovore", el virus Tecnívoro moldea la nanotecnología en un cuerpo que se escapó es el edificio Proyecto Pegaso, que asimila toda la tecnología que podría encontrar. James Rhodes viajó al edificio del Proyecto Pegaso para comprobar un disturbio, pero se encontró con Tecnívoro. Tecnívoro usó el auricular de Rhodey para llamar a su creador, Tony Stark, para que pudiera consumir la armadura Iron Man. Anton Harchov, que es el científico principal, escapa del Proyecto Pegaso justo antes de que llegue Iron Man. Iron Man activa la autodestrucción de la armadura, y corre dejándola atrás. La explosión destruye a Tecnívoro. Más tarde en Rusia, Anton Harchov sale de un jet privado sin saber que algunos de los nanobots del cuerpo de Tecnívoro estaban dentro de la tela de su abrigo.
- Tecnívoro aparece en The Avengers: Earth's Mightiest Heroes, con la voz de Dwight Schultz. En "Nick Fury: Agent of SHIELD", Tecnívoro fue visto como un recluso en la Bóveda. En "Alone Against AIM", se descubrió que Tecnívoro escapó de la Bóveda durante el brote masivo y fue capturado por algunos Agentes de A.I.M. Tecnívoro fue utilizado por el Científico Supremo de A.I.M. para vengarse de Tony Stark después de que lograron reprogramarlo. Tecnívoro fue lanzado en Industrias Stark y luchó contra Tony y Maria Hill. Más tarde, cuando Tecnívoro arrastró War Machine al Reactor Arc, Iron Man usó a Tecnívoro para consumir la energía del reactor y desactivar las bombas también. Tecnívoro luego explotó debido al consumo de demasiada energía.
- Tecnívoro aparece en la serie animada Spider-Man: Maximum Venom. En "Web of Venom" Pt. 1, el Dr. Curt Connors libera el parásito del cementerio del proyecto de Horizon High y enmarca a Grady Scraps por él. El Tecnívoro asimila varias formas de tecnología antes de que Spider-Man lo destruya.

### Película de anime
- Tecnívoro es un villano central y secundario titular en Iron Man: Rise of Technovore, presentado por Miyu Irino en la versión japonesa y por Eric Bauza en el doblaje en inglés.[3] En esta versión, Tecnívoro es un virus nanotecnológico biotecnológico creado por Ezequiel Stane que sirve como su armadura. Más tarde, Tecnívoro ganaría la sensibilidad y mutó el cuerpo de su creador con el que se adapta bien para destruir todo lo que se interponga en su camino. Él es derrotado por Iron Man y War Machine, lo que lleva a Ezequiel a ser encarcelado por S.H.I.E.L.D. en estado de coma.